# Mark E. Smith
Mark Edward Smith (ur. 5 marca 1957 w Salford, zm. 24 stycznia 2018 w Prestwich) – brytyjski muzyk, lider postpunkowej grupy The Fall. Wraz z muzykami Mouse on Mars tworzył zespół Von Südenfed (był jego wokalistą). Nagrał dwa solowe albumy: The Post-Nearly Man (1988) i Pander! Panda! Panzer! (2002).